# Combat Flight Simulator
Combat Flight Simulator – wojskowa wersja cywilnego symulatora lotu z serii Microsoft Flight Simulator, na systemy operacyjne rodziny MS Windows. Gra stara się w wierny sposób odwzorować specyfikę sterowania statkami powietrznymi z lat 1939–1945. Kolejne odsłony zawierały kampanie z różnych lat II wojny światowej i różnych jej frontów.
Dodatkowo dostępnych jest wiele serwisów internetowych z dodatkowymi samolotami, lokalizacjami i scenariuszami bitew.
Symulator wychodzi co dwa lata, w przerwach między wydaniami wersji cywilnej.
Do roku 2005 ukazały się trzy części:
- WWII Europe (na silniku FS'98)
- WWII Pacific Theater (na silniku FS 2000)
- Battle for Europe (na silniku FS 2002)